# كارل أموندسين
كارل أموندسين (بالنرويجية البوكمول: Karl Amundsen)‏ هو سياسي نرويجي، ولد في 10 نوفمبر 1873. حزبياً، نشط في حزب العمال. وقد انتخب عضو برلمان النرويج ‏ عن دائرة Søndre Hedemarken ‏ (1913 – 1915).